# Liste der Kulturgüter in Winterthur/Kreis 2
Die Liste der Kulturgüter in Winterthur/Kreis 2 enthält alle Objekte im Kreis 2 (Oberwinterthur) in Winterthur, die gemäss der Haager Konvention zum Schutz von Kulturgut bei bewaffneten Konflikten, dem Bundesgesetz vom 20. Juni 2014 über den Schutz der Kulturgüter bei bewaffneten Konflikten sowie der Verordnung vom 29. Oktober 2014 über den Schutz der Kulturgüter bei bewaffneten Konflikten unter Schutz stehen. Kommunale Denkmalschutzobjekte der Stadt Winterthur werden in dieser Liste nicht aufgeführt.
Objekte der Kategorien A und B sind vollständig in der Liste enthalten, Objekte der Kategorie C fehlen zurzeit (Stand: 1. Januar 2022). Unter übrige Baudenkmäler sind weitere geschützte Objekte zu finden, die im Verzeichnis der Objekte von überkommunaler Bedeutung der kantonalen Denkmalpflege zu finden und nicht bereits in der Liste der Kulturgüter enthalten sind.

## Kulturgüter
| Foto |                                                                                  | Objekt | Kat. | Typ | Standort                                   | Beschreibung |
| ---- | -------------------------------------------------------------------------------- | --- | ---- | --- | ------------------------------------------ | ------------ |
| ja   | Datei hochladen · Wikidata zu Hohlandhaus (Q8988790)                             | Hohlandhaus KGS-Nr.: 7762 | A    | G   | Hohlandstrasse 11 699253 / 262557          |              |
| ja   | Datei hochladen · Wikidata zu Schloss Hegi (Q2241497)                            | Schloss Hegi KGS-Nr.: 7766 | A    | G   | Hegifeldstrasse 125 700402 / 262795        |              |
| ja   | Datei hochladen · Wikidata zu Schloss Mörsburg (Q2242517)                        | Mörsburg mit zugänglicher archäologischer Stätte KGS-Nr.: 7767 | A    | F   | Mörsburgstrasse 30 700136 / 266312         |              |
| ja   | Datei hochladen · Wikidata zu Spielzeugeisenbahn-Sammlung Bommer (Q29574299)     | Spielzeugeisenbahn-Sammlung Bommer KGS-Nr.: 8460 | A    | S   | Technoramastrasse 1 699869 / 263394        |              |
| ja   | Datei hochladen · Wikidata zu Maschinenpark der Nagelfabrik (Q18019684)          | Maschinenpark der Nagelfabrik KGS-Nr.: 9290 | A    | X   | St. Gallerstrasse 138 698808 / 261652      |              |
| ja   | Datei hochladen · Wikidata zu Vitudurum (Q164912)                                | Vitudurum, römischer Vicus KGS-Nr.: 9722 | A    | F   | 699230 / 262170                            |              |
| ja   | Datei hochladen · Wikidata zu Reformierte Kirche St. Arbogast (Q29574292)        | Reformierte Kirche St. Arbogast KGS-Nr.: 9807 | A    | G   | Hohlandstrasse 5 699236 / 262590           |              |
| ja   | Datei hochladen · Wikidata zu Pfarrhaus St. Arbogast Oberwinterthur (Q109452060) | Reformiertes Pfarrhaus Oberwinterthur KGS-Nr.: 16631 | B    | G   | Hohlandstrasse 10 699173 / 262607          |              |
| ja   | Datei hochladen · Wikidata zu Siedlung Stadtrain (Q29933458)                     | Siedlung Stadtrain KGS-Nr.: 7815 | B    | G   | Frauenfelderstrasse 77–111 698801 / 261999 |              |
| ja   | Datei hochladen · Wikidata zu Swiss Science Center Technorama (Q1501500)         | Swiss Science Center Technorama KGS-Nr.: 8593 | B    | S   | Technoramastrasse 1 699885 / 263447        |              |
| ja   | Datei hochladen · Wikidata zu Bahnhof Winterthur Grüze (Q801617)                 | Perrondächer des Bahnhofs Winterthur Grüze KGS-Nr.: 9064 | B    | G   | St. Gallerstrasse 143 698852 / 261758      |              |
| BW   | Datei hochladen                                                                  | Hegifeldstrasse / Hinter dem Schloss, bronzezeitliche und römische bis frühmittelalterliche Siedlung sowie römische bis frühmittelalterliche Gräber KGS-Nr.: 16909 | B    | F   | 700350 / 262800                            |              |

## Übrige Baudenkmäler
| ID                   | Foto | | Objekt                                                     | Kat.    | Typ | Standort                                                                            | Beschreibung |
| -------------------- | ---- | --- | ---------------------------------------------------------- | ------- | --- | ----------------------------------------------------------------------------------- | ------------ |
| 233UMGEBU02215       |      | Datei hochladen · Wikidata zu Siedlung Grabenacker (Q123237838)                                      | Siedlung Grabenacker                                       | B kant. | G   | Grabenackerstrasse 1–143, Im Geissacker 81–93, Stadlerstrasse 25–35 699290 / 263308 |              |
| 23300216             | ja   | Datei hochladen · Wikidata zu Reismühle Hegi, Mühlegebäude mit Sägerei (Q123309270)                  | Reismühle (Mühlengebäude mit Sägerei)                      | B reg.  | G   | Reismühleweg 35–37 700142 / 262520                                                  |              |
| 233WR-Winterthur-034 | ja   | Datei hochladen · Wikidata zu Reismühle Hegi, Kanal (Q123309547)                                     | Reismühle (Kanal)                                          | B reg.  | G   | Reismühleweg 35–37 700154 / 262493                                                  |              |
| 23300239             | ja   | Datei hochladen · Wikidata zu Transformatorenstation Mettlenstrasse 19.1 (Q123309364)                | Trafostation                                               | B reg.  | G   | Mettlenstrasse 19 700376 / 262513                                                   |              |
| 23301334             | ja   | Datei hochladen · Wikidata zu Bahnhof Oberwinterthur (Q801283)                                       | Bahnhof Oberwinterthur (Aufnahmegebäude)                   | B reg.  | G   | Frauenfelderstrasse 25 699571 / 262746                                              |              |
| 233UNTERF01031       | ja   | Datei hochladen · Wikidata zu Bahnhof Winterthur Grüze, Unterführung und Treppenanlagen (Q123309632) | Bahnhof Winterthur Grüze (Unterführung und Treppenanlagen) | B reg.  | G   | St. Gallerstrasse 143 698877 / 261748                                               |              |
|                      |      | Datei hochladen · Wikidata zu Dorfstrasse 2 (Q123170133)                                             | Dorfstrasse 2                                              | C       | G   | Dorfstrasse 2 699286 / 262738                                                       |              |
|                      |      | Datei hochladen · Wikidata zu Fallenstettenweg 9 (Q123172011)                                        | Fallenstettenweg 9                                         | C       | G   | Fallenstettenweg 9 698829 / 264933                                                  |              |
|                      |      | Datei hochladen                                                                                      | Flochenstrasse 8-10                                        | C       | G   | Flochenstrasse 8-10 698875 / 265744                                                 |              |
|                      |      | Datei hochladen · Wikidata zu Flochenstrasse 8 (Q123169945)                                          | Flochenstrasse 8 (Nebengebäude)                            | C       | G   | Flochenstrasse 8 699624 / 265782                                                    |              |
|                      | ja   | Datei hochladen                                                                                      | Geiselweidstrasse 37/Werkstrasse 1, 3                      | C       | G   | Geiselweidstrasse 37/Werkstrasse 1, 3 698373 / 261776                               |              |
|                      |      | Datei hochladen                                                                                      | Gernstrasse 4                                              | C       | G   | Gernstrasse 4 700550 / 262626                                                       |              |
|                      |      | Datei hochladen                                                                                      | Gernstrasse 15                                             | C       | G   | Gernstrasse 15 700559 / 262659                                                      |              |
|                      |      | Datei hochladen · Wikidata zu Gernstrasse 23 (Q123170022)                                            | Gernstrasse 23                                             | C       | G   | Gernstrasse 23 698373 / 261776                                                      |              |
|                      |      | Datei hochladen · Wikidata zu Grundhofstrasse 55 (Q123170136)                                        | Grundhofstrasse 55                                         | C       | G   | Grundhofstrasse 55 700281 / 266095                                                  |              |
|                      |      | Datei hochladen · Wikidata zu Grundhofstrasse 59 (Q123169961)                                        | Grundhofstrasse 59                                         | C       | G   | Grundhofstrasse 59 700316 / 266103                                                  |              |
|                      |      | Datei hochladen · Wikidata zu Grundhofstrasse 74 (Q123170037)                                        | Grundhofstrasse 74                                         | C       | G   | Grundhofstrasse 74 700425 / 266166                                                  |              |
|                      |      | Datei hochladen · Wikidata zu Grundhofstrasse 75 (Q123170245)                                        | Gemeindetrotte                                             | C       | G   | Grundhofstrasse 75 700379 / 266175                                                  |              |
|                      | ja   | Datei hochladen · Wikidata zu Mittlere Mühle, Bauernhaus (Hegifeldstrasse 2) (Q123170028)            | Mittlere Mühle Hegi (Hegifeldstrasse 2)                    | C       | G   | Hegifeldstrasse 2 699566 / 262541                                                   |              |
|                      | ja   | Datei hochladen · Wikidata zu Mittlere Mühle, Bauernhaus (Hegifeldstrasse 2) (Q123170028)            | Mittlere Mühle Hegi (ehemaliges Lehrlingsheim Sulzer)      | C       | G   | Hegifeldstrasse 6 699580 / 262513                                                   |              |
|                      | ja   | Datei hochladen · Wikidata zu Mittlere Mühle, Ökonomiegebäude (Hegifeldstrasse 6a) (Q123170295)      | Mittlere Mühle Hegi (Ökonomiegebäude)                      | C       | G   | Hegifeldstrasse 6a 699550 / 262487                                                  |              |
|                      | ja   | Datei hochladen                                                                                      | ehemalige Feilenfabrik Schwarz                             | C       | G   | Hegistrasse 33g-n, 35b 699045 / 262047                                              |              |
|                      |      | Datei hochladen · Wikidata zu Villa Kälin (Q123170293)                                               | Villa Kälin                                                | C       | G   | Hobelwerkweg 27 699712 / 262802                                                     |              |
|                      |      | Datei hochladen · Wikidata zu Hohlandstrasse 4 (Q123170139)                                          | Hohlandstrasse 4                                           | C       | G   | Hohlandstrasse 4 699147 / 262640                                                    |              |
|                      |      | Datei hochladen                                                                                      | Hohlandstrasse 6                                           | C       | G   | Hohlandstrasse 6 699155 / 262627                                                    |              |
|                      |      | Datei hochladen · Wikidata zu Wohnhaus Reinhart-Ganzoni (Q123170252)                                 | Wohnhaus Reinhart-Ganzoni                                  | C       | G   | Leimeneggstrasse 24 698349 / 262047                                                 |              |
|                      |      | Datei hochladen                                                                                      | Lindbergstrasse 8-12                                       | C       | G   | Lindbergstrasse 8/10/12 699103 / 262733                                             |              |
|                      |      | Datei hochladen                                                                                      | Lindbergstrasse 4/6                                        | C       | G   | Lindbergstrasse 4/6 699134 / 262740                                                 |              |
|                      |      | Datei hochladen · Wikidata zu Mörsburgstrasse 3 (Q123170286)                                         | Mörsburgstrasse 3                                          | C       | G   | Mörsburgstrasse 3 700253 / 266111                                                   |              |
|                      | ja   | Datei hochladen · Wikidata zu Obere Hohlgasse 15 (Q123169959)                                        | Obere Hohlgasse 15                                         | C       | G   | Obere Hohlgasse 15 699275 / 262658                                                  |              |
|                      |      | Datei hochladen · Wikidata zu Pestalozzistrasse 1 (Q123170219)                                       | Pestalozzistrasse 1                                        | C       | G   | Pestalozzistrasse 1 699260 / 262783                                                 |              |
|                      | ja   | Datei hochladen · Wikidata zu Reismühleweg 36 (Q123172013)                                           | Reismühle (Wohngebäude Reismühleweg 36)                    | C       | G   | Reismühleweg 36 700107 / 262493                                                     |              |
|                      |      | Datei hochladen                                                                                      | Reismühle (Stallscheune Reismühleweg 38.1)                 | C       | G   | Reismühleweg 38.1 700145 / 262467                                                   |              |
|                      | ja   | Datei hochladen · Wikidata zu Reismühleweg 40 (Q123170158)                                           | Reismühleweg 40                                            | C       | G   | Reismühleweg 40 700172 / 262416                                                     |              |
|                      | ja   | Datei hochladen · Wikidata zu Reismühleweg 75 (Q123169956)                                           | Reismühleweg 75                                            | C       | G   | Reismühleweg 75 700400 / 262599                                                     |              |
|                      |      | Datei hochladen · Wikidata zu Reutlingerstrasse 77 (Q123169977)                                      | Reutlingerstrasse 77                                       | C       | G   | Reutlingerstrasse 77 698844 / 264971                                                |              |
|                      |      | Datei hochladen · Wikidata zu Reutlingerstrasse 78 (Q123170154)                                      | Reutlingerstrasse 78                                       | C       | G   | Reutlingerstrasse 78 698863 / 264969                                                |              |
|                      |      | Datei hochladen · Wikidata zu Wirtschaft zum Rössli (Q123170227)                                     | Wirtschaft zum Rössli                                      | C       | G   | Römerstrasse 173 699177 / 262701                                                    |              |
|                      |      | Datei hochladen · Wikidata zu Haus zum Freieck (Q123170018)                                          | Haus zum Freieck                                           | C       | G   | Römerstrasse 176 699206 / 262689                                                    |              |
|                      |      | Datei hochladen · Wikidata zu Hauptgebäude (Römerstrasse 182) (Q123170017)                           | Hauptgebäude                                               | C       | G   | Römerstrasse 182 699211 / 262713                                                    |              |
|                      |      | Datei hochladen · Wikidata zu Römerstrasse 186 (Q123170186)                                          | Römerstrasse 186                                           | C       | G   | Römerstrasse 186 699245 / 262723                                                    |              |
|                      |      | Datei hochladen · Wikidata zu Römerstrasse 205 (Q123170202)                                          | Römerstrasse 205                                           | C       | G   | Römerstrasse 205 699264 / 262794                                                    |              |
|                      |      | Datei hochladen · Wikidata zu Bauernhaus (Römerstrasse 208) (Q123170104)                             | Römerstrasse 208 (Bauernhaus)                              | C       | G   | Römerstrasse 208 699333 / 262810                                                    |              |
|                      |      | Datei hochladen · Wikidata zu Speicher (Römerstrasse 208, bei) (Q123170223)                          | Römerstrasse 208 (Speicher)                                | C       | G   | Römerstrasse 208 699349 / 262791                                                    |              |
|                      |      | Datei hochladen · Wikidata zu Römerstrasse 210 (Q123170187)                                          | Römerstrasse 210                                           | C       | G   | Römerstrasse 210 699342 / 262817                                                    |              |
|                      |      | Datei hochladen · Wikidata zu Römerstrasse 212 (Q123170036)                                          | Römerstrasse 212                                           | C       | G   | Römerstrasse 212 699356 / 262833                                                    |              |
|                      | ja   | Datei hochladen · Wikidata zu Mettlenstrasse 3 (Q123170217)                                          | Mettlenstrasse 3                                           | C       | G   | Mettlenstrasse 3 700406 / 262418                                                    |              |
|                      | ja   | Datei hochladen · Wikidata zu Mettlenstrasse 12 (Q123170218)                                         | Mettlenstrasse 12                                          | C       | G   | Mettlenstrasse 12 700407 / 262521                                                   |              |
|                      | ja   | Datei hochladen · Wikidata zu Schlossschürstrasse 7 (Q123170224)                                     | Schlossschürstrasse 7                                      | C       | G   | Schlossschürstrasse 7 700440 / 262631                                               |              |
|                      |      | Datei hochladen · Wikidata zu Stadlerstrasse 101 (Q123170283)                                        | Stadlerstrasse 101                                         | C       | G   | Stadlerstrasse 101 699303 / 263753                                                  |              |
|                      | ja   | Datei hochladen · Wikidata zu Nagelfabrik (Fabrikationsgebäude) (Q123170132)                         | Nagelfabrik (Fabrikationsgebäude)                          | C       | G   | St. Gallerstrasse 138 698789 / 261651                                               |              |
|                      |      | Datei hochladen · Wikidata zu Gasthaus Frohsinn (Q123170059)                                         | Gasthaus Frohsinn                                          | C       | G   | Unterdorfstrasse 7 699671 / 265661                                                  |              |
|                      |      | Datei hochladen                                                                                      | Unterdorfstrasse 14-18                                     | C       | G   | Unterdorfstrasse 14-18 699679 / 265627                                              |              |
|                      |      | Datei hochladen · Wikidata zu Unterdorfstrasse 16 (Q123170031)                                       | Unterdorfstrasse 16                                        | C       | G   | Unterdorfstrasse 16 699691 / 265602                                                 |              |
|                      |      | Datei hochladen · Wikidata zu Speicher (Unterdorfstrasse 16.2) (Q123170101)                          | Unterdorfstrasse 16 (Speicher)                             | C       | G   | Unterdorfstrasse 16.2 699691 / 265602                                               |              |
|                      |      | Datei hochladen                                                                                      | Unterdorfstrasse 22/24                                     | C       | G   | Unterdorfstrasse 22/24 699715 / 265656                                              |              |
|                      |      | Datei hochladen                                                                                      | Untere Hohlgasse 17/19                                     | C       | G   | Untere Hohlgasse 17/19 699307 / 262656                                              |              |
|                      |      | Datei hochladen · Wikidata zu Wiesendangerstrasse 126 (Q123169947)                                   | Wiesendangerstrasse 126                                    | C       | G   | Wiesendangerstrasse 126 698933 / 265740                                             |              |
|                      |      | Datei hochladen · Wikidata zu Wiesendangerstrasse 199 (Q123170272)                                   | Wiesendangerstrasse 199                                    | C       | G   | Wiesendangerstrasse 199 698906 / 265526                                             |              |
|                      |      | Datei hochladen · Wikidata zu Bauernhaus Zinzikerstrasse 24 (Q123170178)                             | Zinzikerstrasse 24 (Bauernhaus)                            | C       | G   | Zinzikerstrasse 24 699144 / 263855                                                  |              |
|                      |      | Datei hochladen · Wikidata zu Speicher (Zinzikerstrasse 24a) (Q123170058)                            | Zinzikerstrasse 24a (Speicher)                             | C       | G   | Zinzikerstrasse 24a 699166 / 263855                                                 |              |
|                      |      | Datei hochladen · Wikidata zu Zinzikerweg 4 (Q123171999)                                             | Zinzikerweg 4                                              | C       | G   | Zinzikerweg 4 698851 / 264829                                                       |              |

Legende: Im Wesentlichen siehe Legende der Liste der Kulturgüter von nationaler und regionaler Bedeutung, mit folgenden Ausnahmen:
- Anstelle der KGS-Nummer wird als Objekt-Identifikator (ID) die Inventarnummer im Verzeichnis der Objekte von überkommunaler Bedeutung des kantonalen Denkmalschutzamtes verwendet.
- Bei den Kategorien wird wie folgt unterschieden: B kant. = Objekt von kantonaler Bedeutung (Kanton Zürich); B reg. = Objekt von regionaler Bedeutung (Kanton Zürich).